# Blasebalg

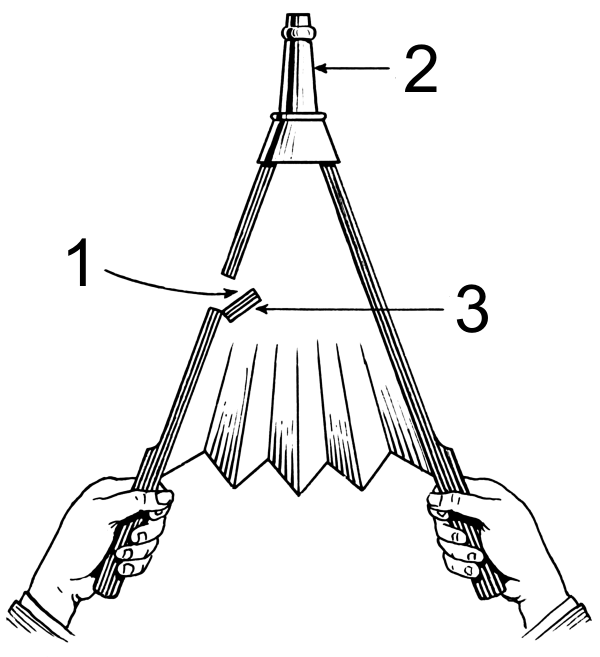
Prinzipzeichnung eines Handblasebalgs: (1) Lufteintritt, (2) Düse, (3) Ventil

Ein Blasebalg oder kurz Balg ist ein Gerät zur Erzeugung eines Luftstoßes oder Luftstroms. Die Bezeichnung Balg stammt von den Tierhäuten, die ursprünglich zu seiner Herstellung verwendet wurden.
Ein Blasebalg besteht aus einem verformbaren Körper, der mit einem oder zwei Ventilen ausgestattet ist. Durch das eine Ventil wird Luft beim Ausdehnen eingesaugt und beim Zusammendrücken durch die Düse herausgeblasen. Ein zweites Ventil in der Düse verhindert ein teilweises Zurückströmen der Luft beim Aufziehen. Früheste Formen waren gänzlich ohne Ventile, der Betreiber musste die Einlassöffnung mit der Hand zudrücken, so dass die Einlassöffnung sich meist im Griff befand. Frühe Formen bestanden aus Holz und Leder, heutzutage werden Blasebälge zumeist aus Kunststoff hergestellt. Eine fortgeschrittene und automatisierte Form des Blasebalges ist die Membranpumpe.

## Geschichte

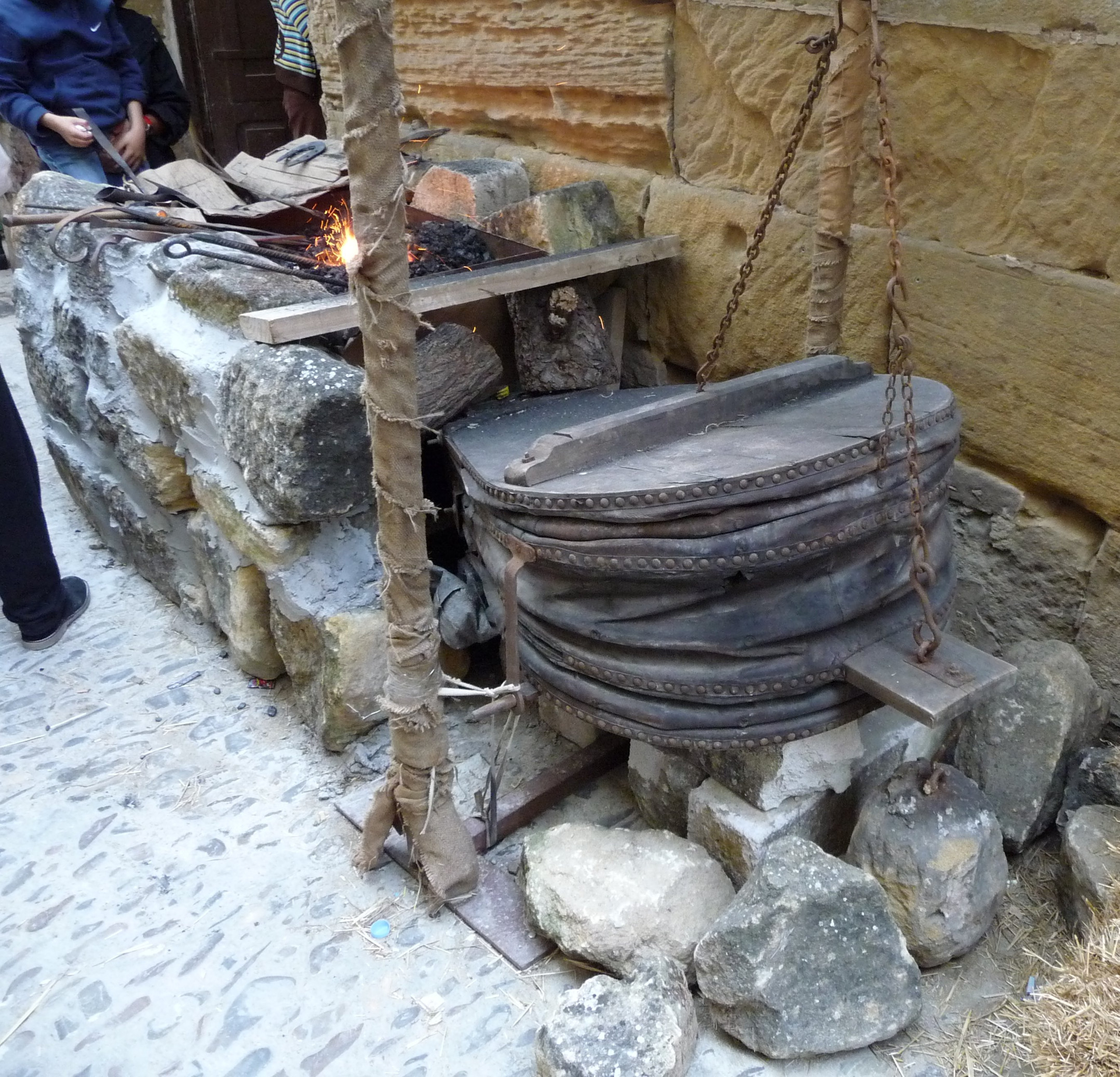
Schmiedefeuer mit Blasebalg

Blasebälge wurden schon im Altertum, aber auch später im Mittelalter und danach in  Schmieden benutzt, um die Glut in der Esse auf die richtige Temperatur zu bringen. Zur Eisenherstellung in Europa wurden schon Anfang des 13. Jahrhunderts wasserradgetriebene Gebläse verwendet, bei denen die Nocken einer Nockenwelle das obenliegende Brett eines Blasebalgs anhoben, das anschließend durch aufliegende Gewichte wieder heruntergedrückt wurde. Daneben standen in Schmieden auch noch Wassertrommelgebläse in Verwendung. Die gegenüber reiner Wärmekonvektion erhöhte Zufuhr von Luftsauerstoff führte zu einer Erhöhung der Temperatur der Glut. Der Blasebalg wurde jedoch auch in jedem Haushalt benötigt, um die Glut der offenen Feuerstellen und Kamine durch gezielte Luftstöße am Morgen wieder zu entfachen.

## Instrumentenbau

### Orgel, Harmonium

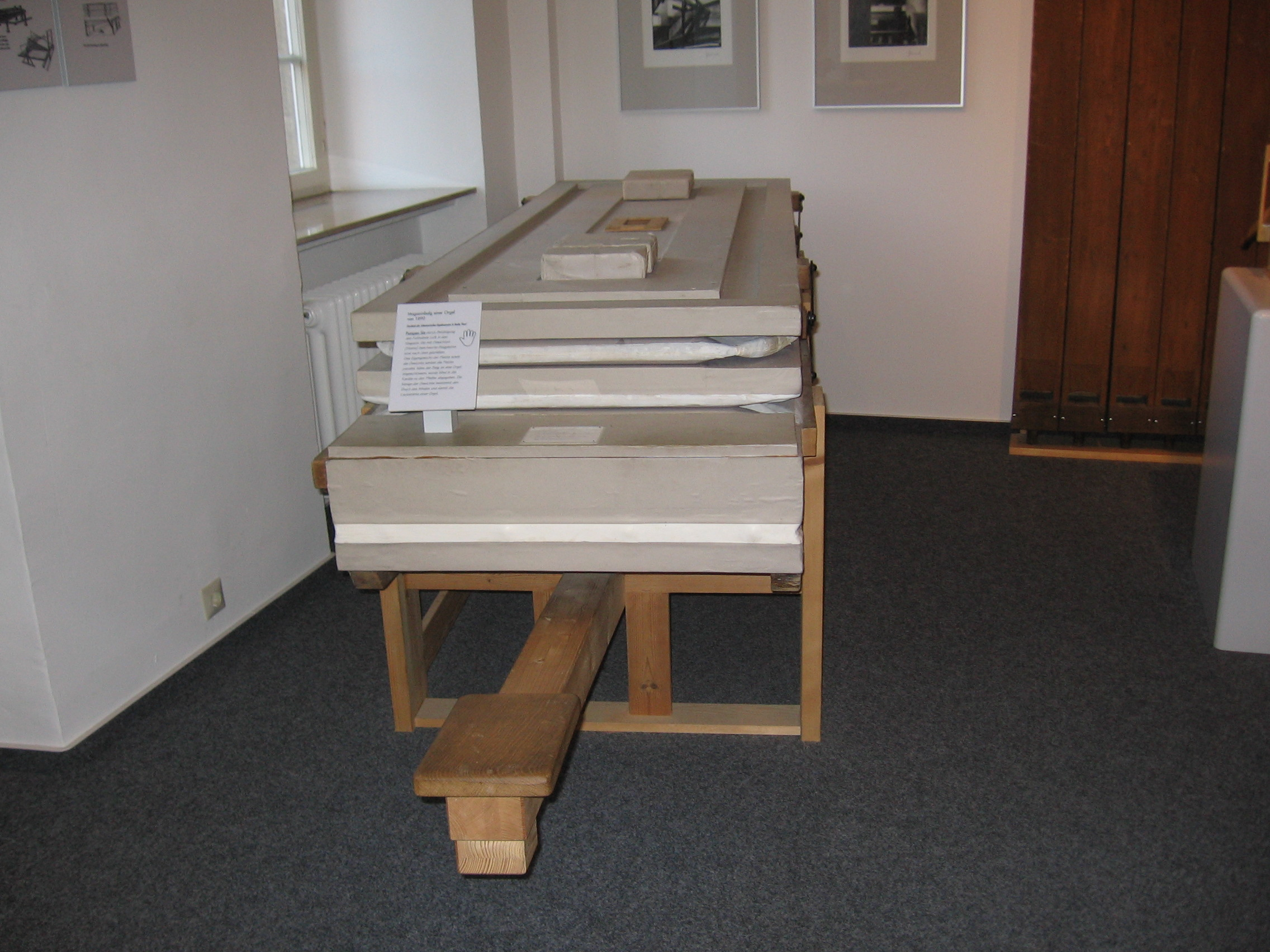
Orgel-Magazinbalg mit untenliegendem Schöpfbalg; Orgelmuseum Borgentreich.

Die Windwerke der Orgelinstrumente bestehen aus verschiedenartigen Bälgen, sie wurden vor der Elektrifizierung von Kalkanten betätigt. Hier unterscheidet man zwischen winderzeugenden Schöpfbälgen und regulierenden Magazinbälgen. Luftdruckschwankungen werden manchmal mit sogenannten Schwimmerbälgen ausgeglichen.
Beim Harmonium pumpt der Spieler mit zwei fußbetriebenen Blasebälgen einen weiteren Blasebalg im Inneren des Instruments auf, der dann den für den Betrieb des Instruments nötigen Luftstrom gleichmäßig abgibt.

### Akkordeon

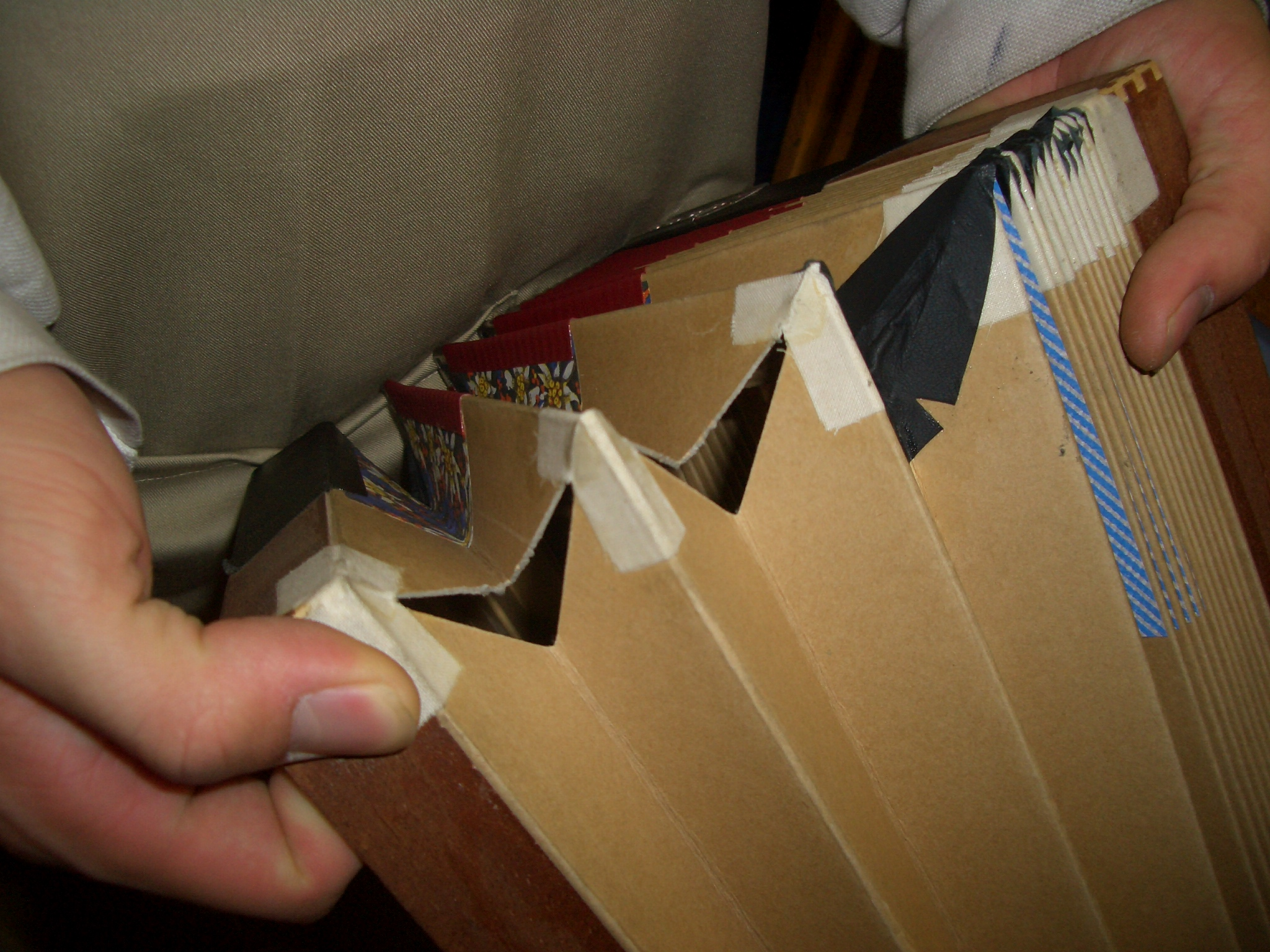
Unfertiger Akkordeonbalg

Bei Handzuginstrumenten befindet sich der Balg zwischen Bassteil und Diskantteil des Instruments. Je nach Art des Instruments ist er in Größe und Aussehen angepasst an das restliche Instrument. Er besteht meist aus gleichmäßig tiefen Falten. Die Anzahl und Tiefe der Falten variiert bei den verschiedenen Instrumenten stark. Die Basis bildet aber fast immer gefalteter Karton, der in den Eckverbindungen mit sehr dünnem, luftdichtem Leder beweglich verbunden ist. Bei sehr billigen Instrumenten kommt anstatt des Leders auch Kunstleder zum Einsatz.
Die äußeren Ecken sind meist mit Eckschonern aus Metall oder bei manchen Instrumenten mit Leder verstärkt. Die Oberfläche der Falten kann sowohl innen als auch außen mit verschiedenen Materialien verstärkt und verschönert sein. An beiden Enden des Balgs befindet sich ein Holzrahmen, der die Verbindung zu den jeweiligen Instrumententeilen herstellt.
Früher gab es ein eigenes Gewerbe für Balgmacher, heute werden Instrumentenbälge fast ausschließlich von den Instrumentenbauern selbst gefertigt, die arbeitsintensiveren Arbeiten werden aber meist in Heimarbeit vergeben. Es gibt in Europa noch einige Firmen, die sich auf die Anfertigung von Instrumentenbälgen spezialisiert haben.
Außerhalb Europas kannte man noch diverse andere Typen von Blasebälgen, die aber auf dem gleichen Prinzip beruhen.

### Sackpfeife
Auch die Sackpfeife oder der Dudelsack wird oft durch einen Blasebalg mit Luft versorgt.

## Rezeption

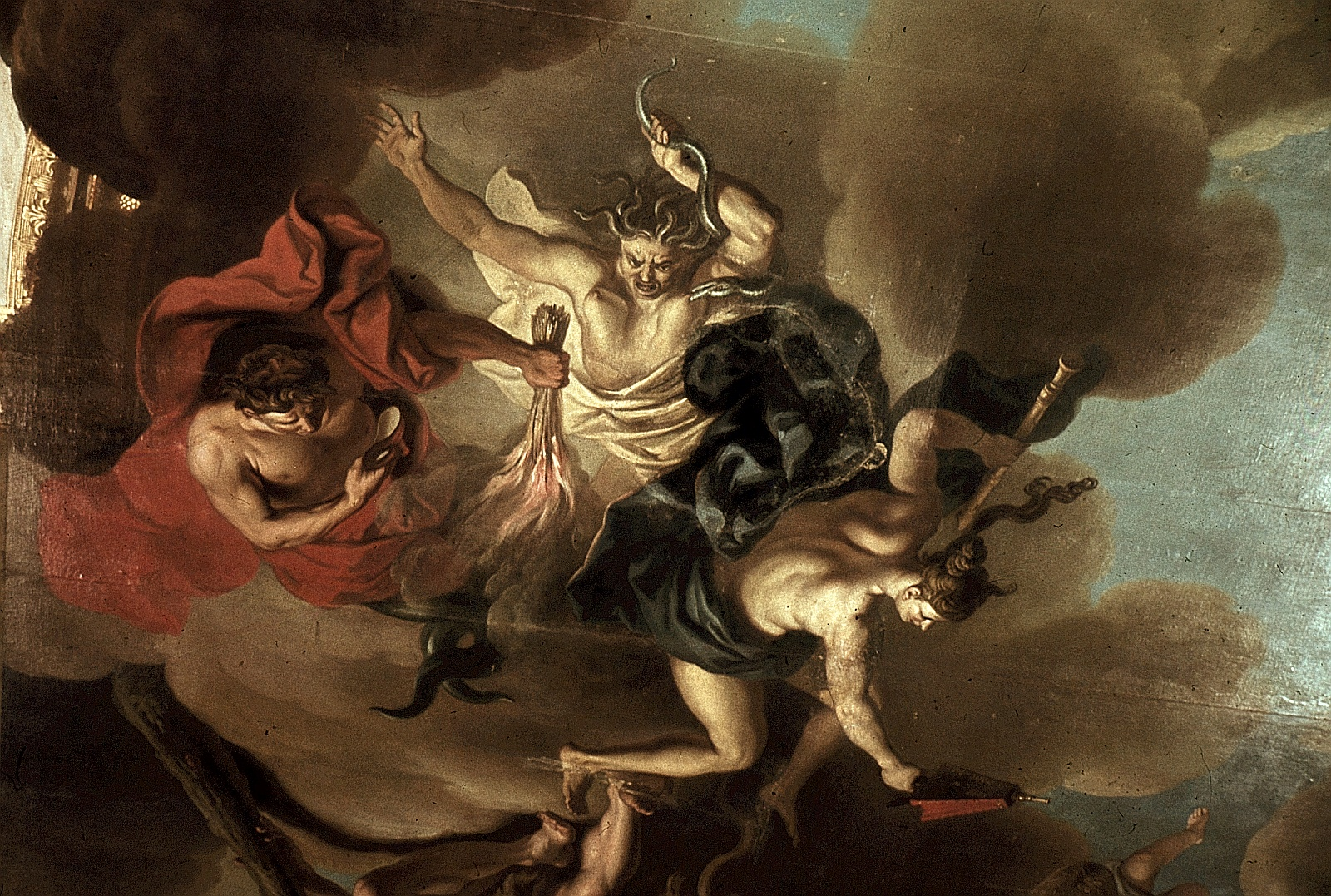
Die drei Laster: Neid (mit Maske), Wut (mit Medusa) u. Verleumdung (mit Blasebalg: „1719. Silvestre pinxit“).

Gustav Otto Müller beschreibt den Blasebalg als Attribut der Verleumdung und führt als Beispiel ein Gemälde von Louis Silvestre im Dresdner Residenzschloss an.